# Luperus xanthopoda
Luperus xanthopoda là một loài bọ cánh cứng trong họ Chrysomelidae. Loài này được Schrank miêu tả khoa học năm 1781.